# Ehun metro
Ehun metro es una novela en euskera de Ramon Saizarbitoria que fue publicada por vez primera en 1976.

## Argumento
Cuenta los últimos cien metros que corre un miembro de la organización ETA antes de ser asesinado en la plaza de la Constitución de San Sebastián escapando de los policías, recordando vivencias de su niñez, los días de clandestinidad, una relación amorosa del pasado, intercalando información de los titulares de periódicos, los interrogatorios policiales y los comentarios de la gente de la calle.
La novela refleja la represión del franquismo y el ambiente opresor que se vivía en Hegoalde, especialmente contra la lengua euskera. La narración se desarrolla de una manera especial, aprovechando los estilos que renovaron la literatura euskera de aquel tiempo, como el empleo de flash-backs, el collage, la elipse y distintos recursos intercalados en el relato que vinculan todos los elementos para el lector.

## Publicaciones
La novela tuvo catorce publicaciones hasta 2011 y fue traducido a cuatro lenguas. En 1985, el director Alfonso Ungria la adaptó al cine con el mismo título Ehun metro.